# JR横浜タワー
JR横浜タワー（ジェイアールよこはまタワー）は、JR横浜駅の駅ビル。横浜駅西口に直結する複合商業施設で、商業施設「NEWoMan横浜」「CIAL横浜」「T・ジョイ横浜」およびオフィスなどで構成される。横浜市による横浜駅周辺再開発事業「エキサイトよこはま22」の中心的プロジェクトである。
本項では、JR横浜タワーの別館として建設されたJR横浜鶴屋町ビルと、2つのビルを接続する歩行者用デッキ「はまレールウォーク」についても記述する。

## 概要
2010年にJR東日本と東京急行電鉄（現東急）が発表した「横浜駅西口開発ビル（仮称）」の工事計画は、
- 1962年に建設された「横浜ステーションビル」（横浜CIAL）を隣の横浜エクセルホテル東急とともに解体し、その跡地に地上33階（高さ195m）・地下4階のオフィス兼商業施設（駅前棟）を建設。
- 駅前棟の東側に、JR線ホームを東西にまたぐかたちで8階建て（高さ50m）の商業施設（線路上空棟）を建設。
- 駅から330m北側の鶴屋町に9階建て（高さ40m）の立体駐車場（鶴屋町棟）を建設し、駅前棟と歩行者通路で連絡する。

という3区画の構想であった。その後、東日本大震災の影響などで計画が見直され、線路上空棟は中止になり、駅前棟は地上26階（高さ132m）・地下3階にリサイズされ、2015年10月より工事に着工した。なお、東急電鉄は2013年に撤退し、事業主体はJR東日本に一本化されている。
2018年11月、駅前棟が「JR横浜タワー」、鶴屋町棟が「JR横浜鶴屋町ビル」となる正式名称が決定し、シネマコンプレックスなど出店予定店舗が発表された。
当初の開業予定は2020年5月末だったが、新型コロナウイルス感染症拡大に伴う緊急事態宣言発令による影響で一斉開業が見送られ、同年6月18日から順次開業となった。

## 沿革
- 1962年11月23日 - 相模鉄道・鉄道弘済会・崎陽軒・東京急行電鉄の出資で設立した株式会社横浜ステーシヨンビルにより、民衆駅として初代横浜駅西口駅舎「横浜ステーションビル」（愛称「花の駅ビル」）が開業[10]。
- 1982年11月26日 - 全面改装を行い、横浜ステーションビルの施設名を「シァル」（のちの横浜CIAL）に改称[11]。
- 2004年12月27日 - 株式譲渡により、相鉄グループからJR東日本グループに異動[12]。
- 2011年3月27日 - 横浜CIALが閉店[13]。
- 2015年10月 - JR横浜タワーを着工[1]。
- 2019年7月21日 - JR横浜タワー1階のアトリウム通路が開通[14]。
- 2020年
  - 3月 - 竣工[1][4]。
  - 6月18日[注釈 1] - 「JR横浜タワー」開業[15]。「NEWoMan横浜」「CIAL横浜」「T・ジョイ横浜」はメインテナントの一つとして入居。
  - 6月27日[注釈 1] - 東急東横線の線路跡地に、「JR横浜鶴屋町ビル」（CIAL横浜 ANNEX）が開業[15]。

## 施設の特徴
馬の背
横浜駅中央通路と西口地下街（相鉄ジョイナス、旧ザ・ダイヤモンド部分）の間の旧CIAL地下部分には、通称「馬の背」と呼ばれる階段があり、中央通路と西口地下街の間を移動するには、2つの階段をいったん登ってまた降りる必要があった。2つの階段の間の高い部分が断面図で馬の背中のように盛り上がっていることから「馬の背」と呼ばれた。2つの階段にはエスカレーターはあったが、地下街へのエレベーターは離れた場所にあり、バリアフリーの観点からも問題となっていた。そのためこの無駄な動線を解消し、2020年東京オリンピック開催に合わせてバリアフリー化することとなった。この「馬の背」の改修工事は2015年から2019年にかけて行われ、同年12月に新たな横浜駅中央自由通路が開通した。
アトリウム
アトリウムは横浜駅西口側がガラス張りになっており、1階の通路から4階まで吹き抜けが続く開放的な空間になっている。線路側も一部ガラス張りになっているため、1階通路とガレリア2階からもJR横浜駅10番線を見ることができる。また2階には横浜駅周辺では数少ない屋内の休憩場所や、ライブステージ（約100m2）があり、ライブステージ上方には大型モニターも設置されている。
屋外庭園
3階から5階の屋外には半屋外の回遊デッキ、6階には屋外庭園「NEWoMan（ニュウマン）Garden」があり、JR横浜駅10番線の上にはみ出すように設置されている。これは、この場所から横浜駅きた東口に接続する線路上空棟を建設する計画があった名残である。なお当ビルからの落下物対策として、10番線の上空には横浜ステーションビル解体時から屋根が張られている。また低層棟の12階には屋上広場「うみそらデッキ」が設けられており、JR・京浜急行横浜駅のプラットホームや横浜港、横浜ベイブリッジ方面を見渡すことができる。
1階から10階のルミネが展開するファッションビル「NEWoMan横浜」の館内デザインは田根剛が担当し、「GLOBAL PORT CITY」をテーマとして壁や床には階によって異なるデザインのタイル約30万枚が使われている。
電力は、JR東日本信濃川発電所・JR東日本川崎火力発電所で発電した、列車・鉄道設備用の電力（JR電源）を使用している。

## フロア構成・テナント
| アトリウム1階から上方の眺め |  | アトリウム3階から下方の眺め |
| アトリウム1階から上方の眺め |  | アトリウム3階から下方の眺め |

フロア構成は開業時点のもの。
- 12 - 26階：オフィスフロア（運営：JR東日本ビルディング）
- 12 - 13階：ワークスペース「STATION SWITCH」
- 12階：屋上広場「うみそらデッキ」（閉鎖中）[21]
- 11階：機械室
- 8 - 10階：T・ジョイ横浜（後述参照）
- 6階：屋外庭園「NEWoMan Garden」（閉鎖中）
- 3階：横浜駅周辺総合防災センター
- 2階：ライブステージ、横浜駅観光案内所
- 1 - 10階：NEWoMan横浜（運営：ルミネ）
- 1 - 4階：アトリウム
- 1階：横浜駅中央通路と横浜駅西口広場との連絡通路、オフィスフロアへの玄関口
- B1階：横浜駅中央通路と西口地下街「相鉄ジョイナス」（旧 ザ・ダイヤモンド）との連絡通路、オフィスフロアへの玄関口
- B1 - B3階：CIAL横浜（運営：横浜ステーシヨンビル）

### T・ジョイ横浜
T・ジョイ横浜（ティ・ジョイよこはま）は、JR横浜タワーの8階から10階に所在する映画館（シネマコンプレックス）。2020年6月24日に開業。
東映グループの施設であるため運営をティ・ジョイ、シアター内の内装の開発工事を東映建工がそれぞれ担当している。
特徴として、全スクリーンに4Kレーザープロジェクターや3D映画の上映設備が導入されていることが挙げられる。シアター4には神奈川県内では初のドルビーシネマが導入されており、日本初の新設されたドルビーシネマでもある。
横浜駅からのアクセスは、駅中央通路を西口へ向かい、JR横浜タワー1階アトリウム脇のエレベーターで8階まで上がる（9階と10階は停止しない）。チケット確認は1カ所のゲートではなく、各シアターの入り口でチェックする方式である。シアター1からシアター4は8階から、シアター5からシアター9は10階から入場する。ドルビーシネマ専用に設計されたシアター4は、8階から10階の3フロアを跨ぐような造りとなっている。9階はラウンジになっており、上映開始までの待ち時間を無料で利用できる。
なお、当館の最寄り駅である横浜駅の隣駅の桜木町駅にもティ・ジョイが運営するシネマコンプレックス「横浜ブルク13」が存在する。
| スクリーン | 座席数 | 座席数   | 設備         |
| スクリーン | 一般席 | 車いす席 | 設備         |
| ---------- | ------ | -------- | ------------ |
| シアター1  | 63席   | 2席      | -            |
| シアター2  | 79席   | 2席      | -            |
| シアター3  | 94席   | 2席      | -            |
| シアター4  | 325席  | 2席      | DOLBY CINEMA |
| シアター5  | 127席  | 2席      | -            |
| シアター6  | 201席  | 2席      | -            |
| シアター7  | 150席  | 2席      | -            |
| シアター8  | 79席   | 2席      | -            |
| シアター9  | 94席   | 2席      | -            |

## ギャラリー

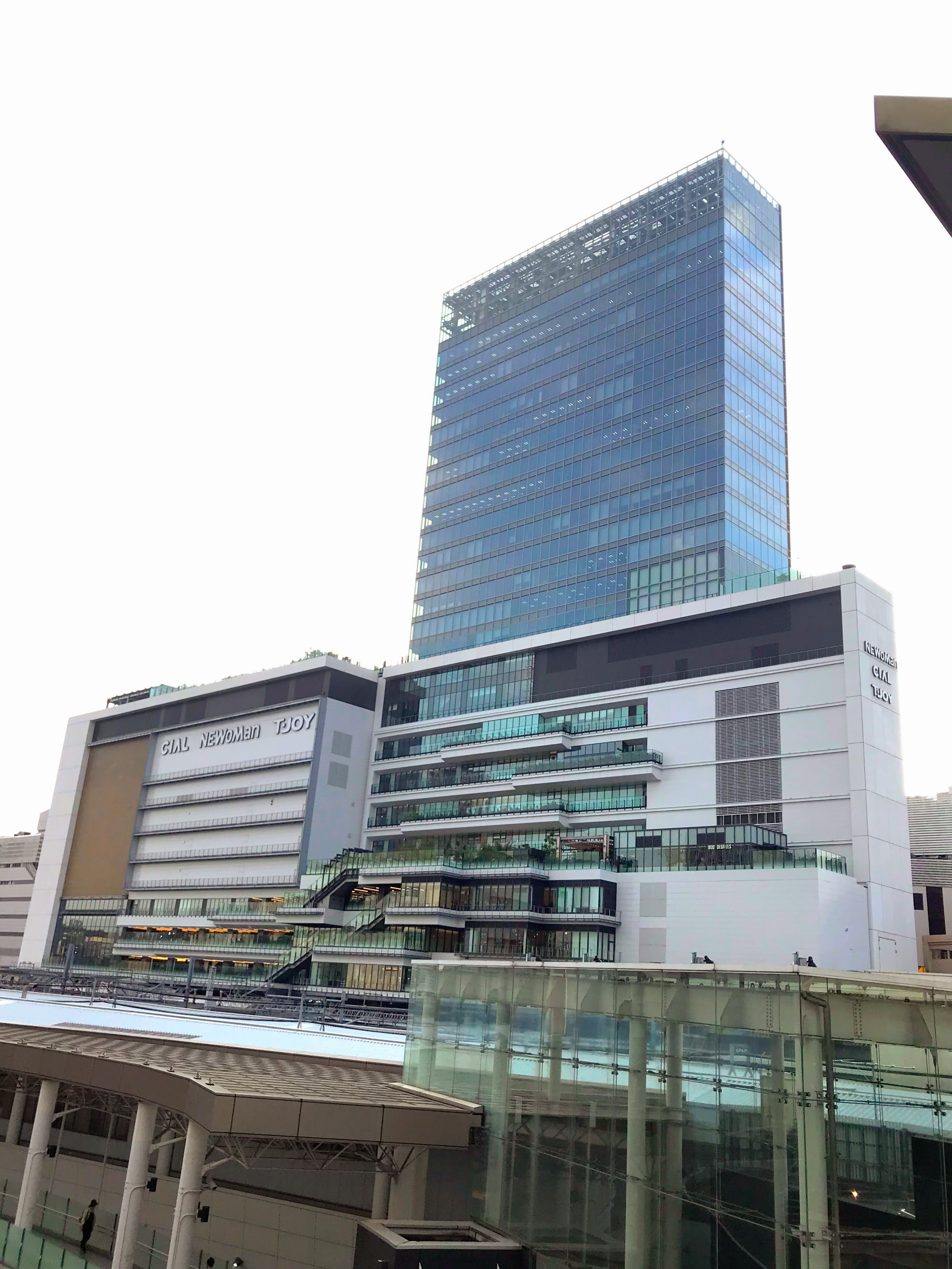
横浜駅東口から見たJR横浜タワーの南側
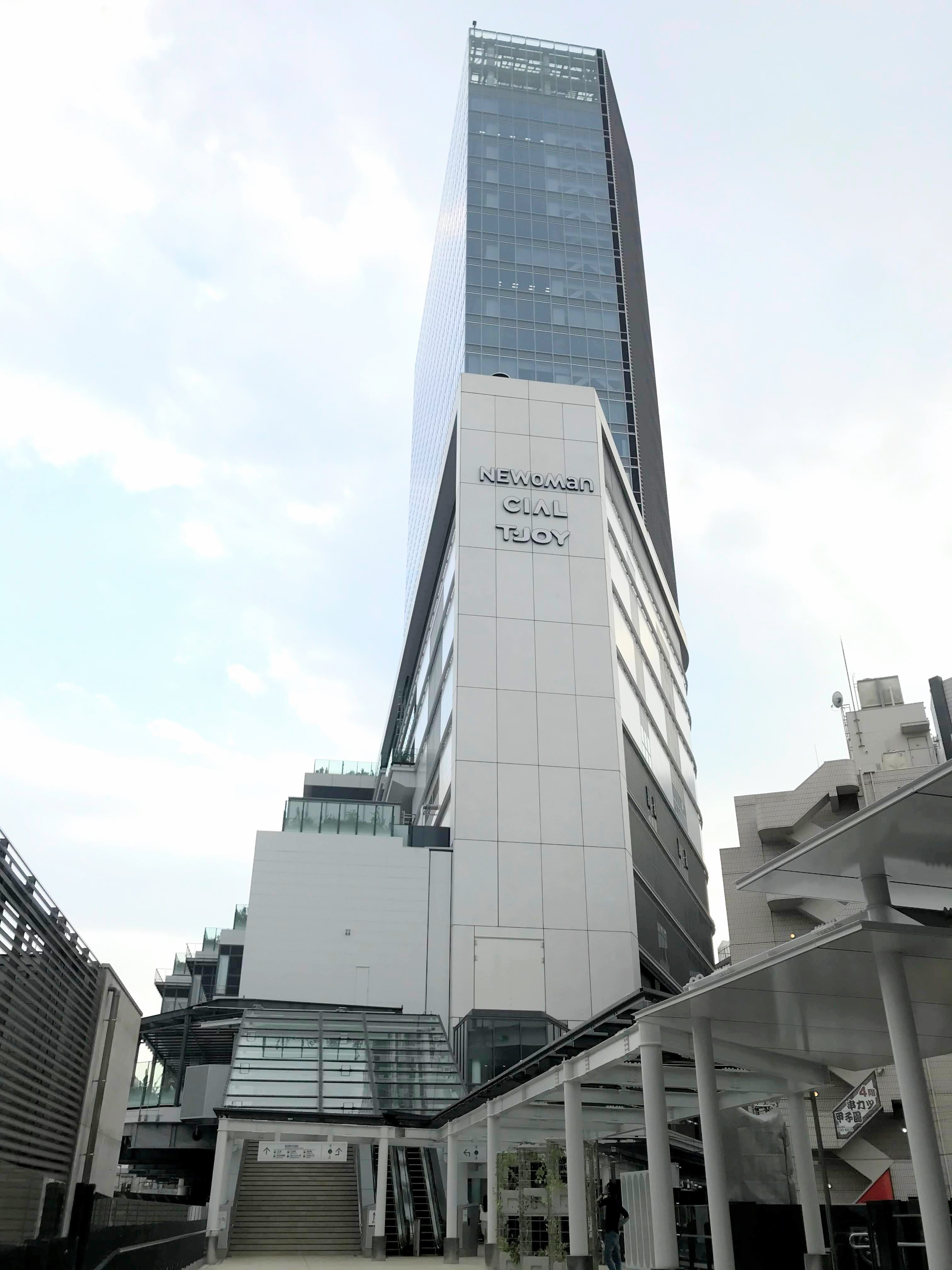
はまレールウォークから見たJR横浜タワーの西側
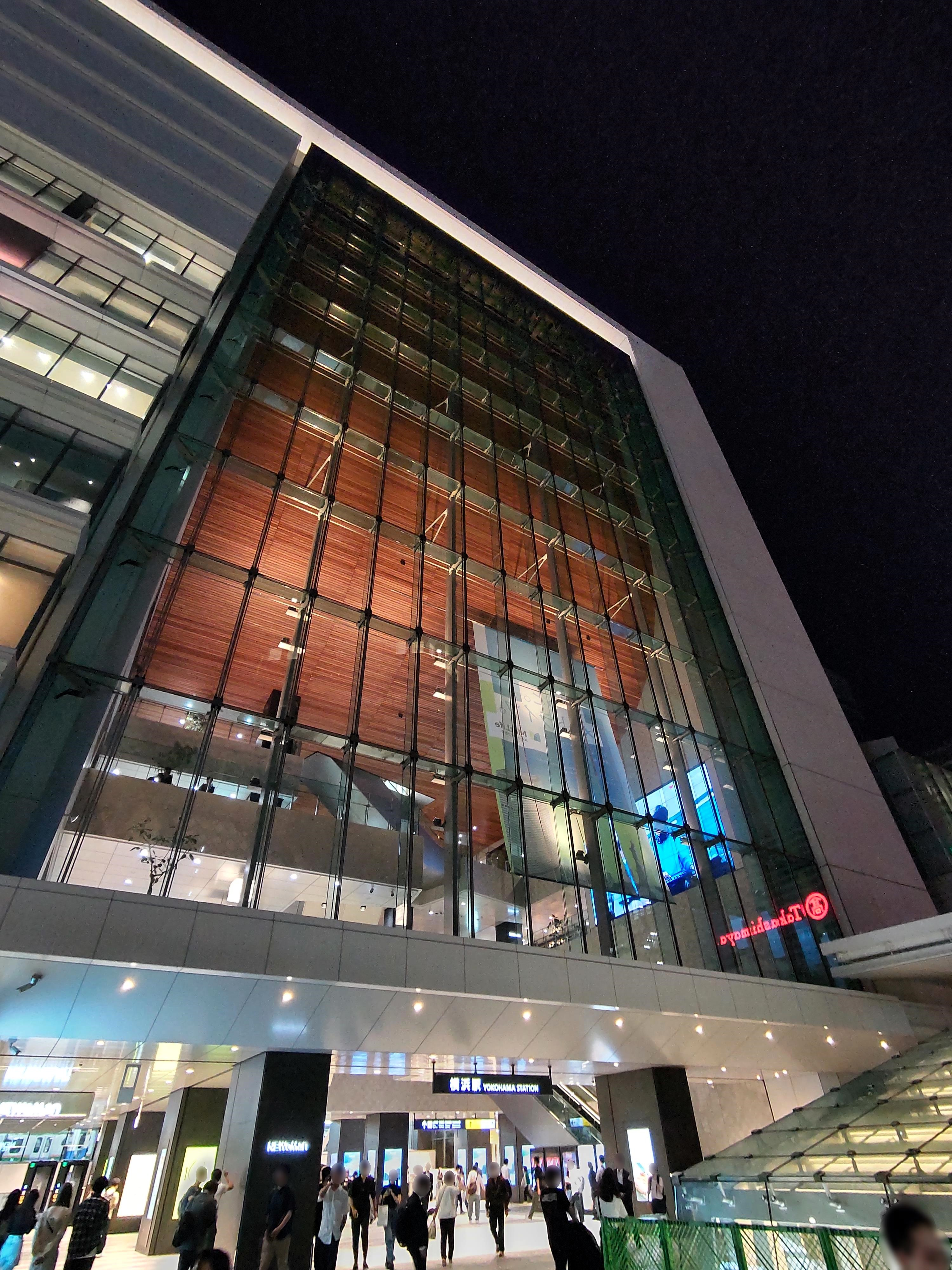
横浜駅西口からの眺め
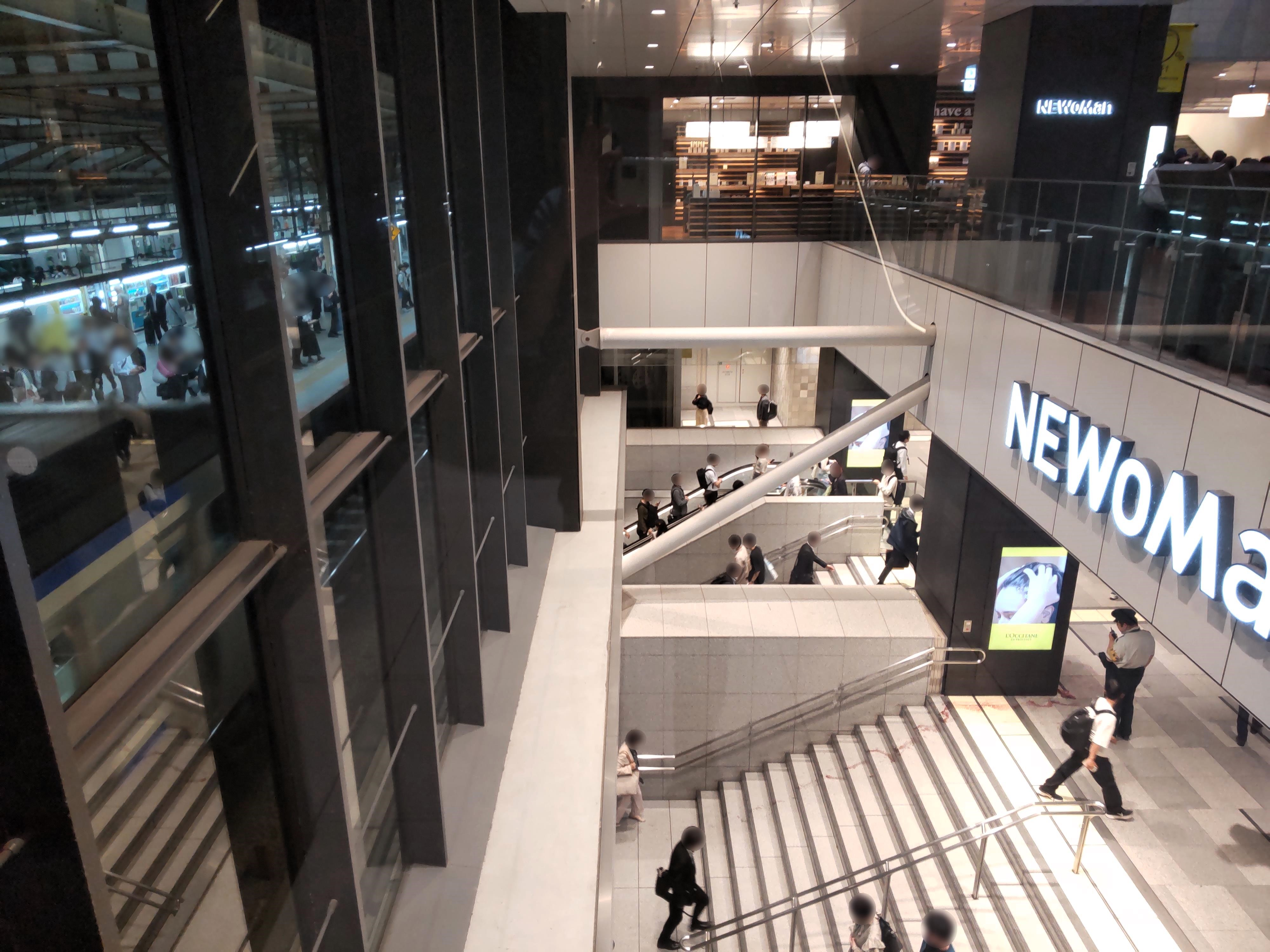
西口中央通路の階段（通称「馬の背」）
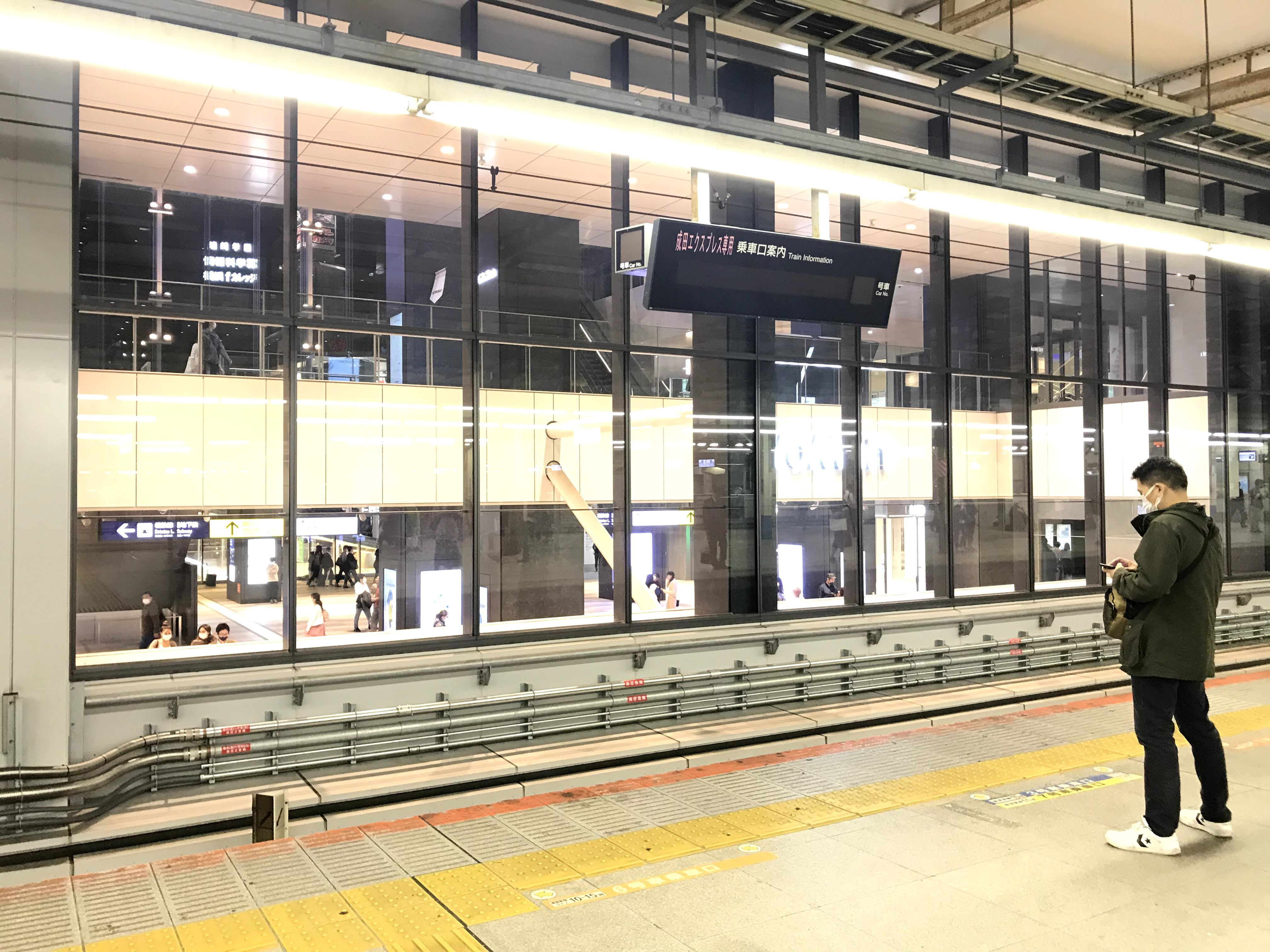
横浜駅10番線から見たJR横浜タワー1階の通路・アトリウムの2階部分
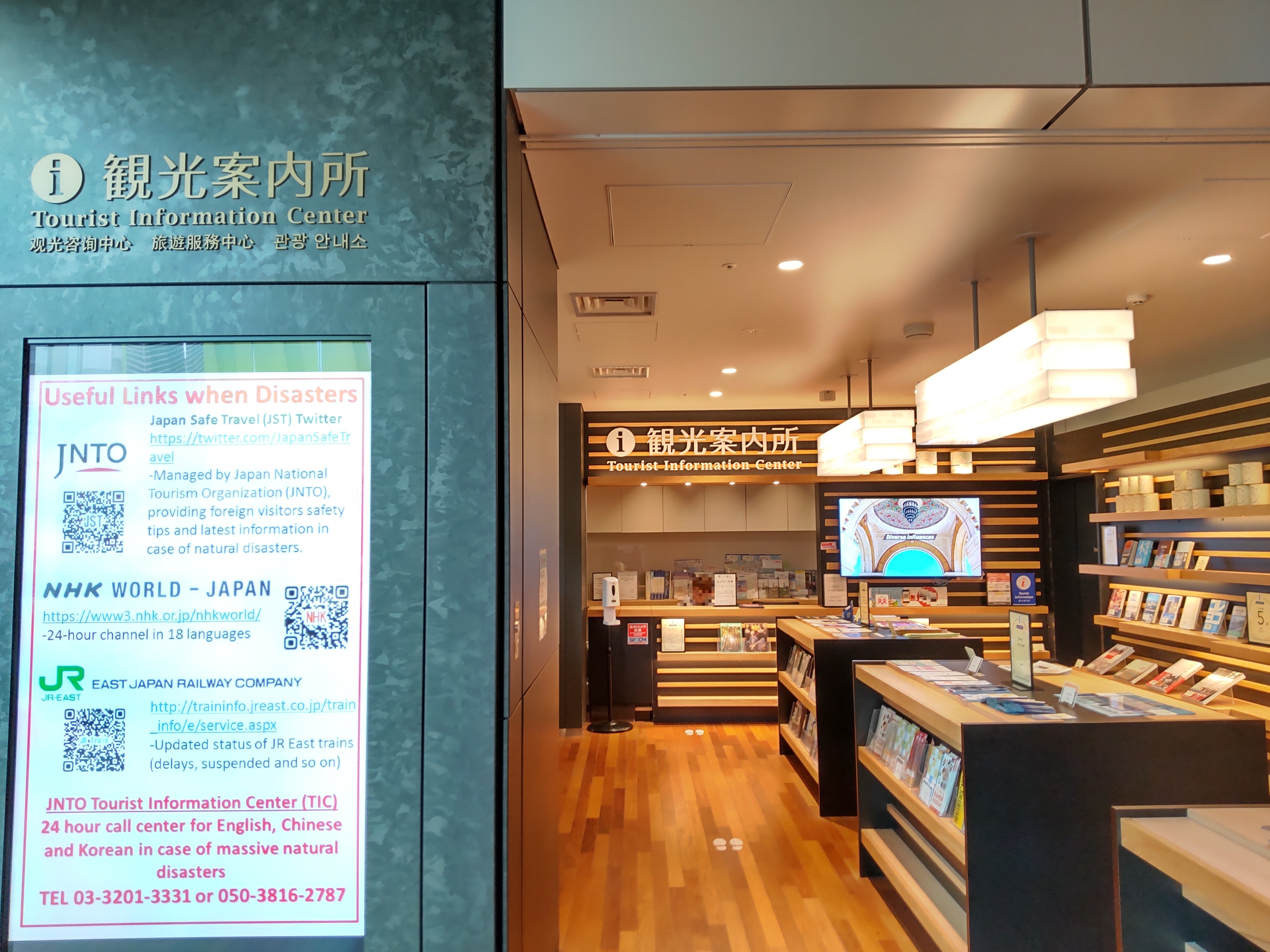
アトリウム2階の観光案内所
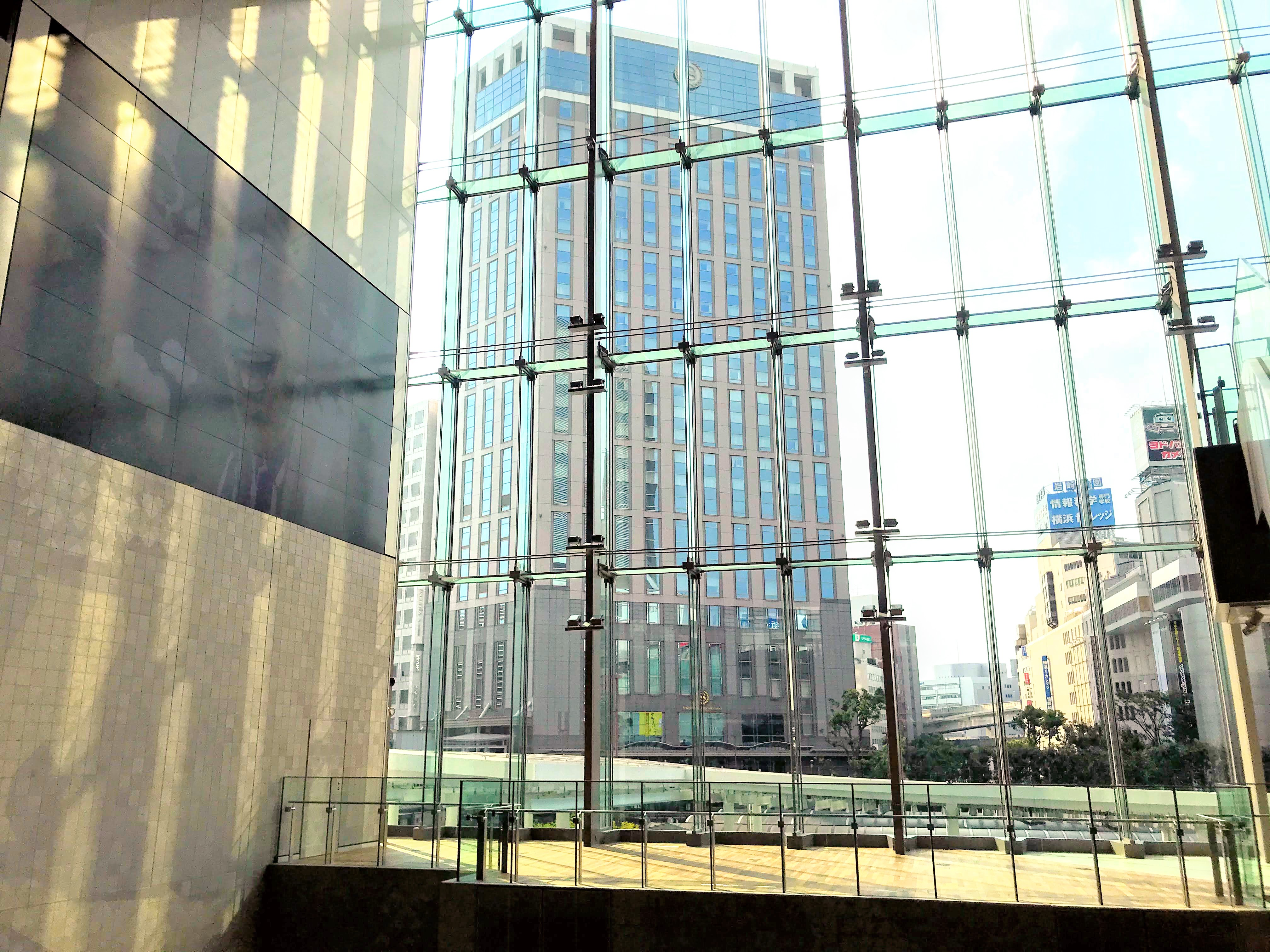
アトリウム2階のライブステージ
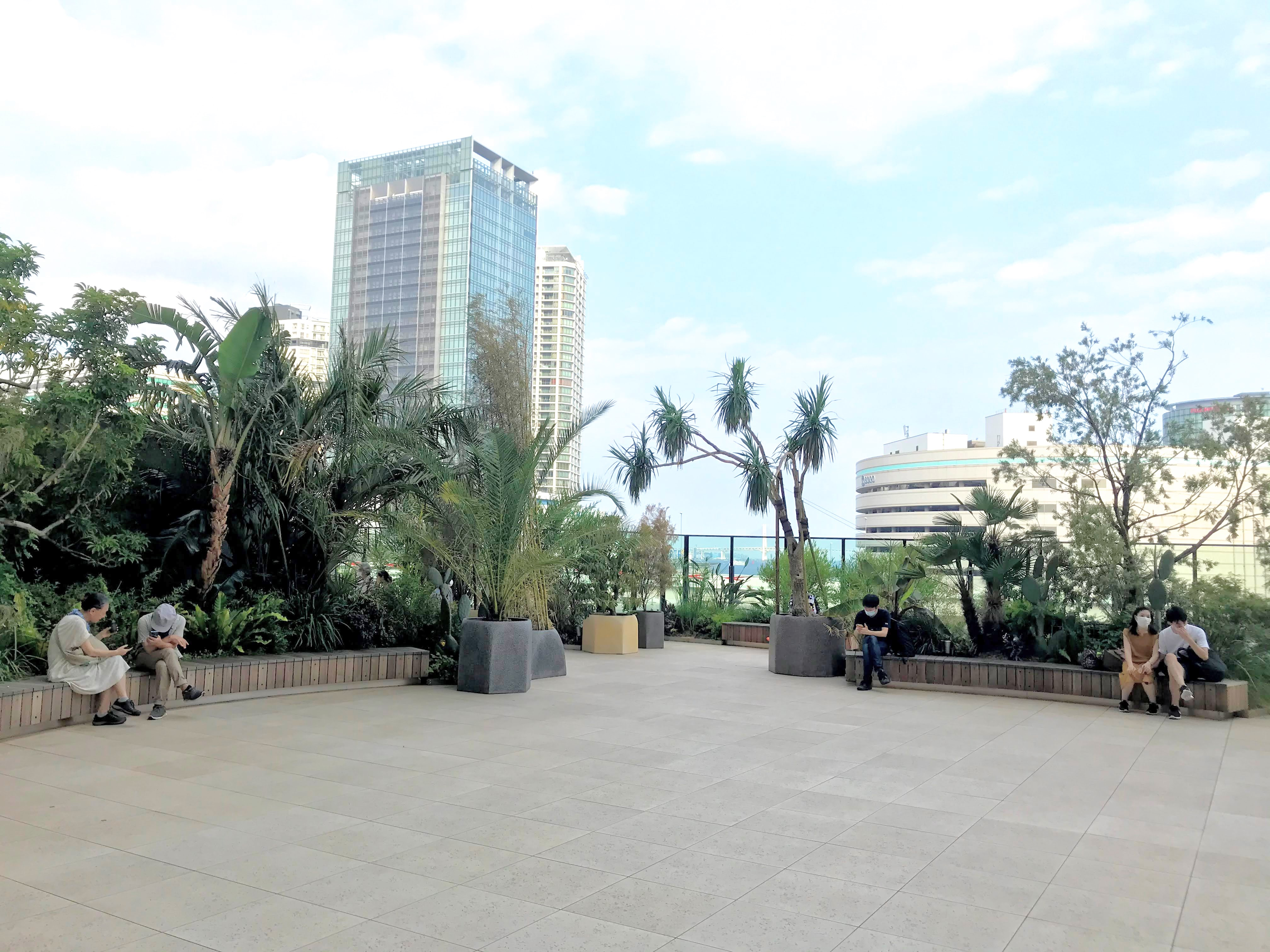
6階の屋上庭園「NEWoMan Garden」
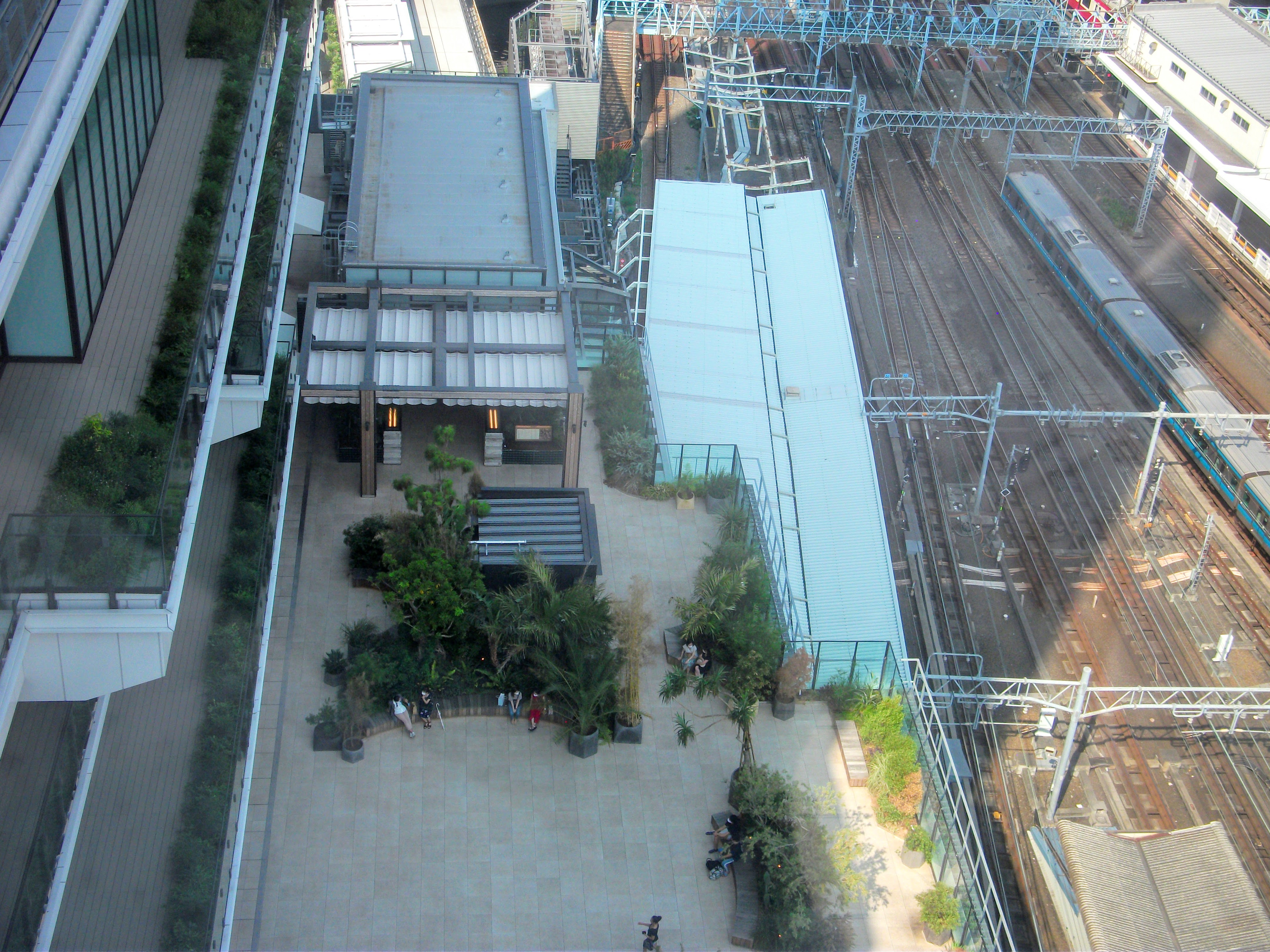
上から見た「NEWoMan Garden」
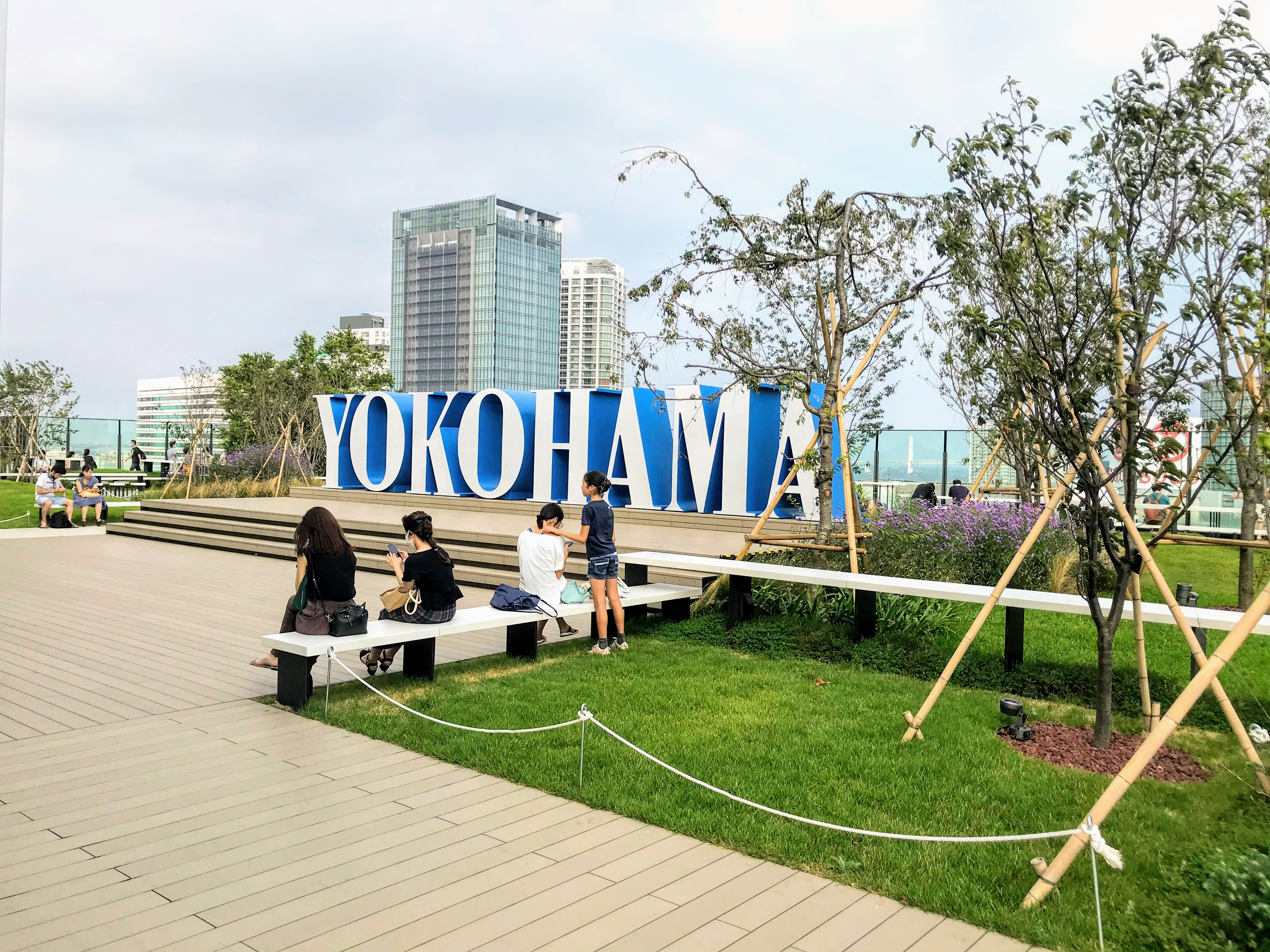
12階の屋上広場「うみそらデッキ」
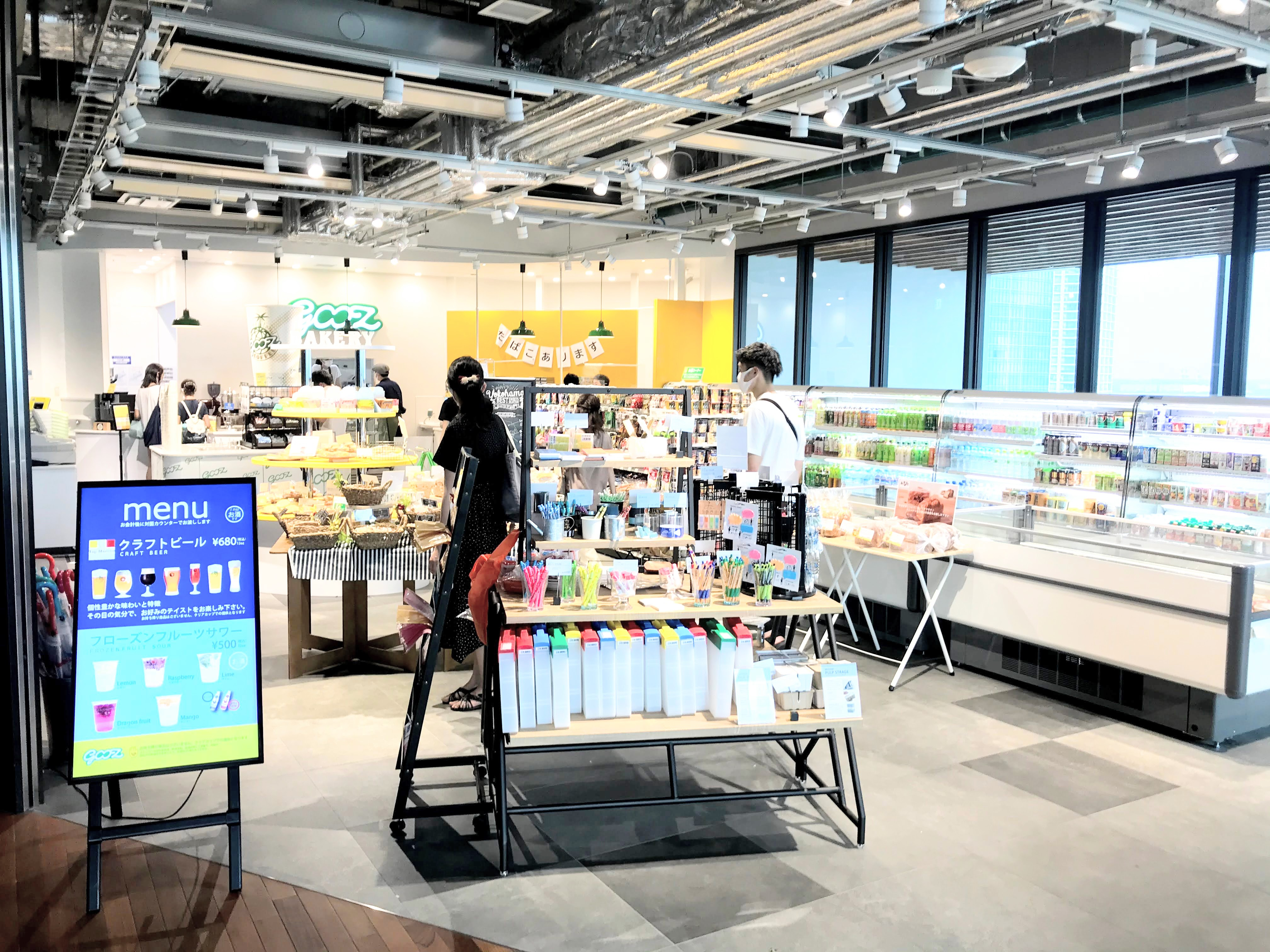
12階のコンビニエンスストア「gooz JR横浜タワー店」 現在はローソン・スリーエフJR横浜タワー店

## JR横浜鶴屋町ビル
JR横浜タワーの別館。通称「CIAL横浜 ANNEX」。当初の計画では、JR横浜タワーの駐車場棟として建設される予定であった。
当地は、かつて国鉄神奈川駅（1872年7月10日（明治5年6月5日）～1928年（昭和3年）10月15日）があった場所である。また2004年に東急東横線横浜駅が地下化されるまで、東急東横線の線路として使用されていた場所でもある。
ビルの北側の道路を挟んだ向かい側には、東急東横線の線路跡地を利用した遊歩道「東横フラワー緑道」が整備されており、当ビル2階の通路は東横フラワー緑道・はまレールウォークとともに「エキサイトよこはま22（横浜駅周辺大改造計画）」の歩行者動線計画の一部になっている。

### フロア構成
フロア構成は開業時点のもの。
- 4 - 9階: JR横浜パーキング（自動車 547台）
- 3 - 9階: JR東日本ホテルメッツ横浜（174室）
- 3階: 横浜ステーションナーサリー スターチャイルド（小規模認可保育所）
- 2 - 3階: ジェクサー・フィットネス＆スパ横浜
- 1 - 3階:  CIAL横浜 ANNEX（6店舗）
- 1階: JR横浜パーキング（自転車 510台・バイク 53台）

### ギャラリー

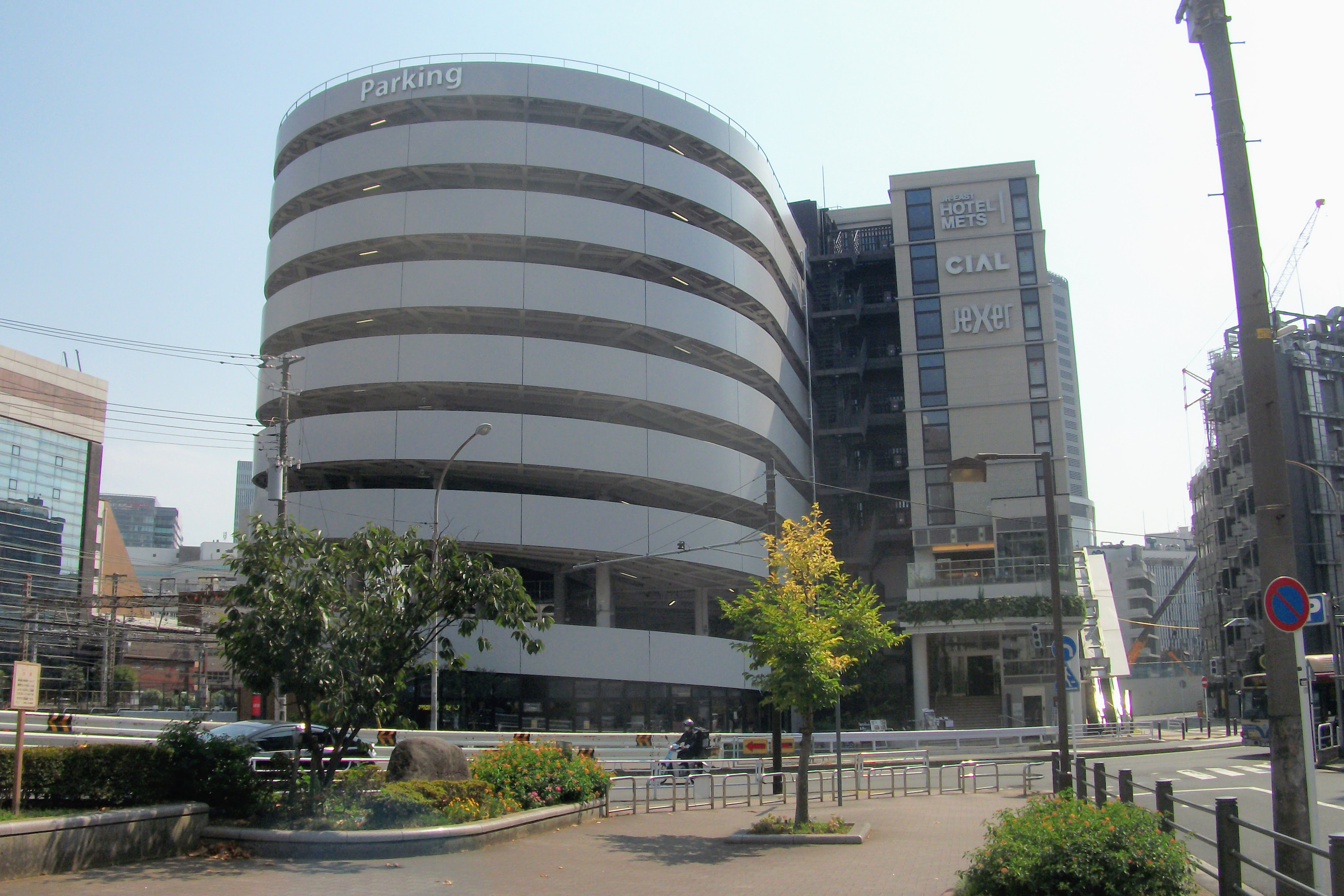
東横フラワー緑道から見た駐車場入口側
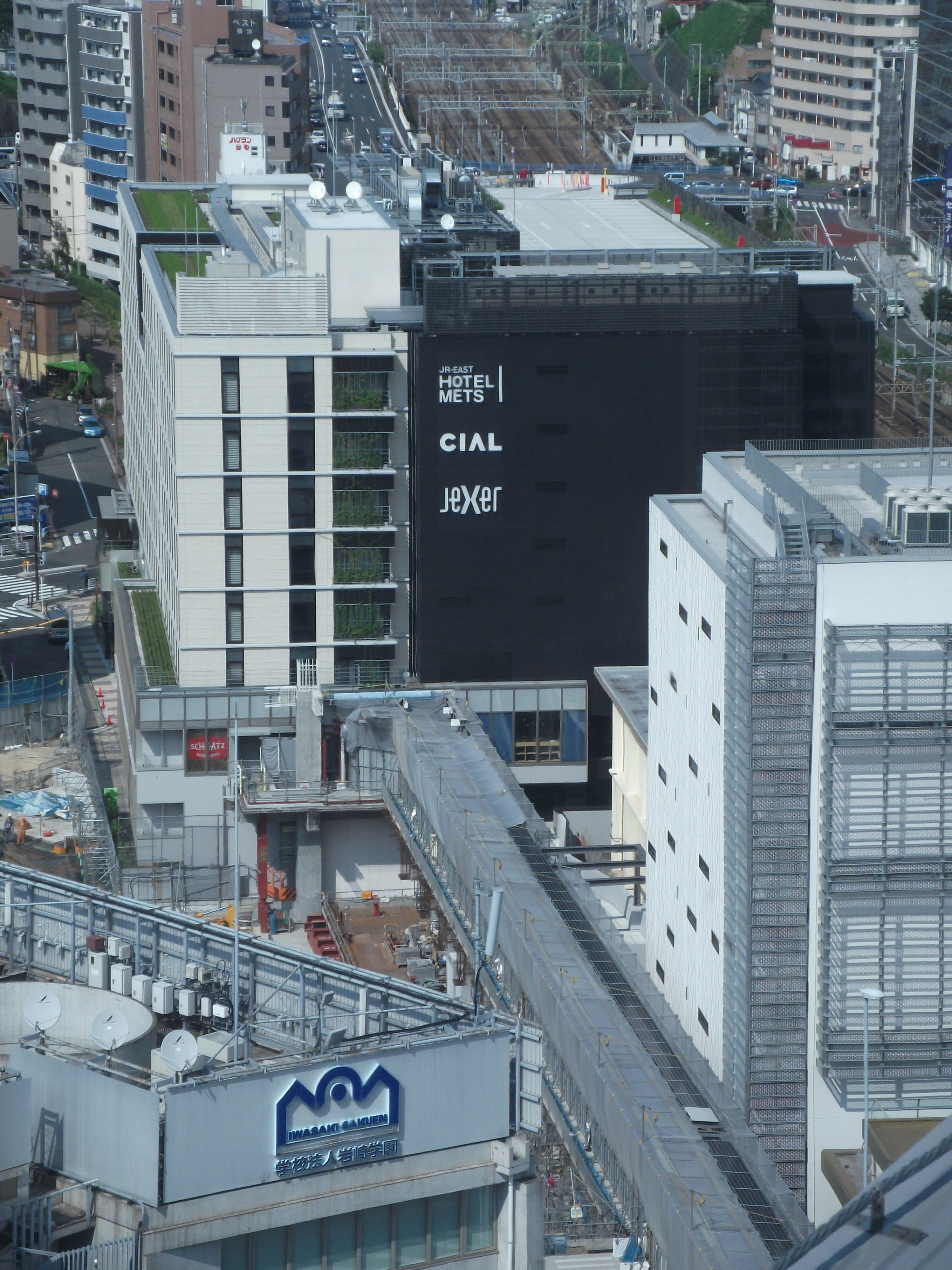
はまレールウォークと接続している南側

## はまレールウォーク

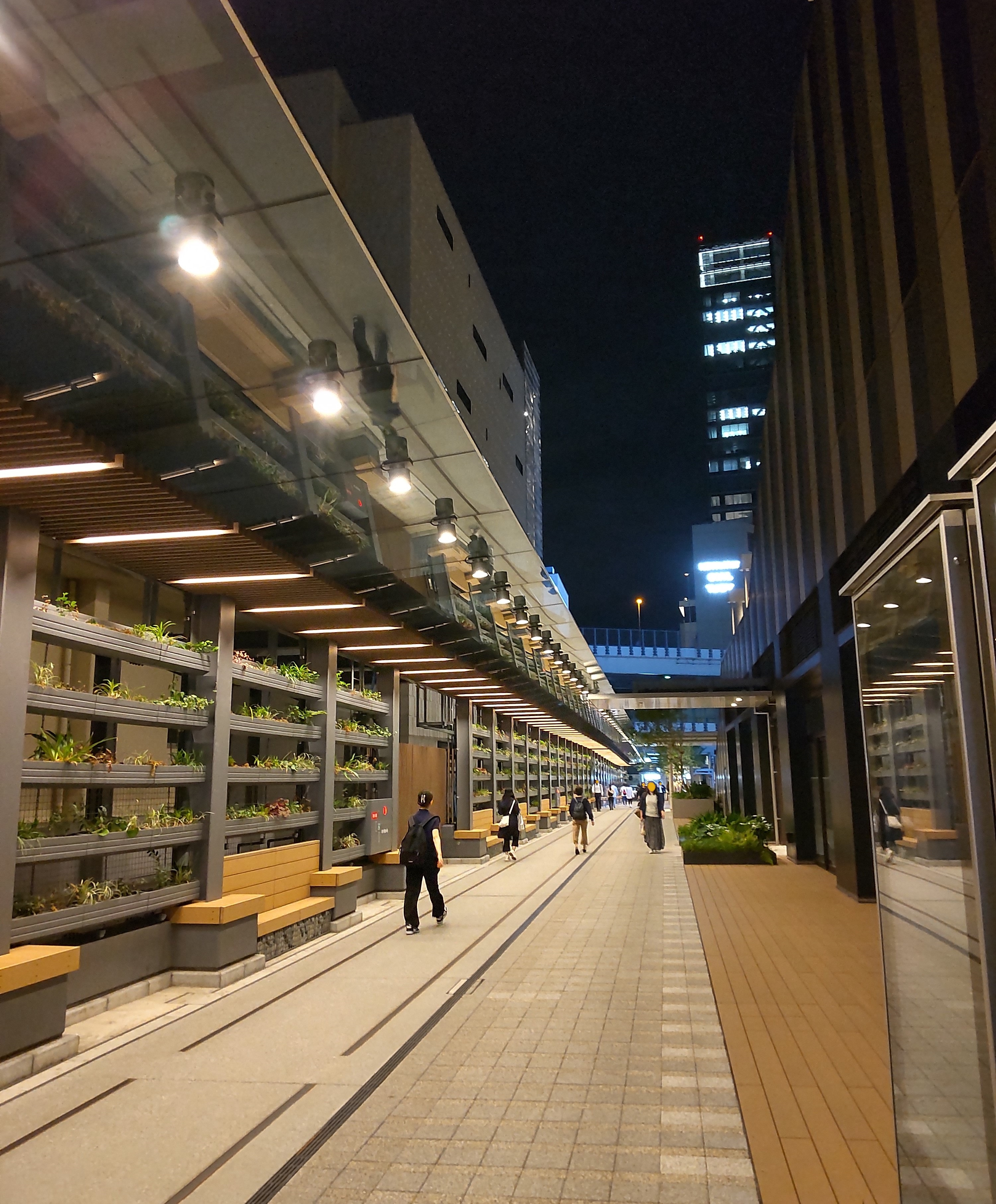
鶴屋町方面から見たはまレールウォーク

JR横浜タワーとJR横浜鶴屋町ビルを接続する歩行者用連絡デッキ。正式名称は、「鶴屋町連絡デッキ」。
当地はJR鶴屋町ビルと同様に、かつて東急電鉄が線路として使用していた場所である。そのためJRと京急の線路・電車を見ることができるようになっており、床面にはモニュメントとして鉄道のレールが埋め込まれている。また帷子川分水路（派新田間川）を渡る部分は、東横線で使われていた鉄道橋を改修している。
この連絡デッキは「エキサイトよこはま22（横浜駅周辺大改造計画）」の歩行者動線計画の一部であり、桜木町駅東横線跡地の遊歩道 - 横浜駅 - 東横フラワー緑道を繋ぐ経路の一部である。
はまレールウォークの隣にある横浜駅きた西口鶴屋地区では、全国初の国家戦略住宅整備事業による「横浜駅きた西口鶴屋地区第一種市街地再開発事業」が行われ、住宅・商業施設・事務所・ホテル・サービスアパートメントなどが入居する超高層複合施設「THE YOKOHAMA FRONT」が建設されている。